# Discodermia natalensis
Discodermia natalensis är en svampdjursart som beskrevs av James Barrie Kirkpatrick 1903. Discodermia natalensis ingår i släktet Discodermia och familjen Theonellidae. Inga underarter finns listade i Catalogue of Life.